# Ку-Дипьетро, Тед
Теодор Ку-Дипьетро (англ. Theodore Ku-DiPietro; 28 января 2002, Октон, Виргиния, США) — американский футболист, полузащитник клуба «Колорадо Рэпидз».

## Карьера

### Клубная карьера
Ку-Дипьетро присоединился к академии футбольного клуба «Ди Си Юнайтед» в июле 2018 года, перейдя из «Арлингтон Соккер Ассосиэйшн». В 2019 году начал привлекаться к матчам фарм-клуба «Ди Си Юнайтед» в Чемпионшипе ЮСЛ — «Лаудон Юнайтед». Дебютировал за «Лаудон Юнайтед» 28 июня в матче против «Атланты Юнайтед 2». 25 сентября в матче против «Своуп Парк Рейнджерс» забил свой первый гол за «Лаудон Юнайтед». 7 января 2020 года Ку-Дипьетро подписал свой первый профессиональный контракт с «Лаудон Юнайтед».
13 января 2022 года клуб MLS «Ди Си Юнайтед» подписал с Ку-Дипьетро контракт по правилу доморощенного игрока сроком на два года, до конца сезона 2023, с опциями продления на сезоны 2024 и 2025. За «Ди Си Юнайтед» он дебютировал 19 марта в матче против «Торонто», выйдя на замену вместо Эдисона Флореса на 76-й минуте. 25 февраля 2023 года в матче стартового тура сезона против «Торонто» он забил свой первый гол за «Ди Си Юнайтед», а также отдал голевую передачу, за что был включён в символическую сборную недели MLS. По окончании сезона 2023 «Ди Си Юнайтед» задействовал опцию продления контракта с Ку-Дипьетро на сезон 2024. 12 сентября 2024 года Ку-Дипьетро подписал с «Ди Си Юнайтед» новый контракт до конца сезона 2027 с опцией продления на сезон 2028.
10 февраля 2025 года Ку-Дипьетро был продан в «Колорадо Рэпидз» за $1,125 млн. «Ди Си Юнайтед» может получить дополнительно до $275 тыс. в виде бонусов в случае достижения им определённых показателей, а также сохранит за собой комиссию от возможной продажи его в будущем.

### Международная карьера
Ку-Дипьетро был включён в состав сборной США до 22 лет для участия в Панамериканских играх 2023.

## Статистика выступлений
| Выступление      | Выступление      | Выступление      | Лига | Лига | Плей-офф | Плей-офф | Кубок | Кубок | Континент | Континент | Итого | Итого |
| Клуб             | Лига             | Сезон            | Игры | Голы | Игры     | Голы     | Игры  | Голы  | Игры      | Голы      | Игры  | Голы  |
| ---------------- | ---------------- | ---------------- | ---- | ---- | -------- | -------- | ----- | ----- | --------- | --------- | ----- | ----- |
| Лаудон Юнайтед   | USLC             | 2019             | 9    | 1    | —        | —        | —     | —     | —         | —         | 9     | 1     |
| Лаудон Юнайтед   | USLC             | 2020             | 9    | 1    | —        | —        | —     | —     | —         | —         | 9     | 1     |
| Лаудон Юнайтед   | USLC             | 2021             | 30   | 7    | —        | —        | —     | —     | —         | —         | 30    | 7     |
| Лаудон Юнайтед   | USLC             | 2022             | 10   | 2    | —        | —        | —     | —     | —         | —         | 10    | 2     |
| Лаудон Юнайтед   | Итого            | Итого            | 58   | 11   | —        | —        | —     | —     | —         | —         | 58    | 11    |
| Ди Си Юнайтед    | MLS              | 2022             | 10   | 0    | —        | —        | 2     | 0     | —         | —         | 12    | 0     |
| Ди Си Юнайтед    | MLS              | 2023             | 26   | 5    | —        | —        | 1     | 0     | 0         | 0         | 27    | 5     |
| Ди Си Юнайтед    | MLS              | 2024             | 29   | 2    | —        | —        | —     | —     | 2         | 1         | 31    | 3     |
| Ди Си Юнайтед    | Итого            | Итого            | 65   | 7    | —        | —        | 3     | 0     | 2         | 1         | 70    | 8     |
| Колорадо Рэпидз  | MLS              | 2025             | 0    | 0    | —        | —        | —     | —     | 0         | 0         | 0     | 0     |
| Всего за карьеру | Всего за карьеру | Всего за карьеру | 123  | 18   | —        | —        | 3     | 0     | 2         | 1         | 128   | 19    |

Источники: Transfermarkt, Soccerway, Footballdatabase.eu.